# Krasimira Gjurova
Krasimira Gjurova, född 26 oktober 1953 i Sofia, Bulgarien, död 30 mars 2011 i Sofia, var en bulgarisk basketspelare som var med och tog OS-brons 1976 i Montréal. Detta var första gången damerna deltog vid de olympiska baskettävlingarna.